# Nfiss
Der ca. 140 km lange Oued Nfiss oder Nfiss (arabisch نفيس, französisch Oued N'Fis, in älterer Literatur auch Wād Nafīs) ist einer der wichtigsten Nebenflüsse des Oued Tensift im Südwesten Marokkos.

## Geographie
Der Oued Nfiss entspringt in ca. 2900 m Höhe an der Ostflanke des 3350 m hohen Jbel Tichka im Hohen Atlas; er fließt zunächst nach Osten in Richtung Tizi n’Tichka-Pass, später dann nach Norden und mündet etwa 40 km nordwestlich von Marrakesch in den Oued Tensift.

## Hydrometrie
Die Abflussmenge des Oued Nfiss wurde an der Station I.E.Hammam über die Jahre 1966 bis 1998 in m³/s gemessen.

## Funktion
Der Oued Nfiss mit seinen zwei Stauseen und weiteren Staustufen dient in erster Linie der Wasserversorgung der Stadt Marrakesch und anderer Orte in der Umgebung. An seinen – im Oberlauf meist steilen – Ufern wird von der ansässigen Berberbevölkerung in geringem Umfang Feldwirtschaft betrieben; Viehzucht (Schafe und Ziegen) spielt hingegen eine deutlich wichtigere Rolle.

## Stauseen
Am Oued Nfiss gibt es zwei größere Stauseen:
- Barrage Lalla Takerkoust (ca. 40 km südlich von Marrakesch)
- Barrage Yacoub El Mansour (ca. 60 km südlich von Marrakesch bei Ouirgane)

## Geschichte
Im ausgehenden 19. und beginnenden 20. Jahrhundert stand das Nfiss-Tal größtenteils unter der Kontrolle des Berberstammes der Goundafa, die hier mehrere Festungen (kasbahs) errichteten, darunter den Agadir n’Gouf bei Ijoukak.

## Orte am Fluss
- Tinmal
- Ijoukak
- Ouirgane
- Lalla Takerkoust

## Sehenswürdigkeiten
- Die Berglandschaft am Oberlauf des Oued Nfiss bietet viele reizvolle Aspekte. Vom Ort Ijoukak ausgehend sind Bergwanderungen oder mehrtägige Trecking-Touren möglich; der Agadir n’Gouf thront auf einer Bergkuppe oberhalb des Ortes.
- Das kleine von Berbern bewohnte Bergdorf Tinmal liegt etwa 6 km südwestlich. Seine – auch für Touristen zugängliche – almohadische Moschee ist über eine oft beschädigte Brücke oder einen Steg von der Straße (R203) aus zu Fuß zu erreichen (Entfernung knapp 1 km).